# YUBA liga 1951
La YUBA liga 1951 è stata la 7ª edizione del massimo campionato jugoslavo di pallacanestro maschile. La vittoria finale è stata ad appannaggio della Stella Rossa.

## Regular season
|     | Squadra               | G  | V  | N | P  | PF    | PS    | Pt. | Qualificazione |
| --- | --------------------- | -- | -- | - | -- | ----- | ----- | --- | -------------- |
| 1.  | Stella Rossa Belgrado | 22 | 18 | 2 | 2  | 1.149 | 761   | 38  |                |
| 2.  | Partizan Belgrado     | 22 | 18 | 2 | 2  | 1.119 | 814   | 38  |                |
| 3.  | Mladost Zagabria      | 22 | 14 | 0 | 8  | 863   | 799   | 28  |                |
| 4.  | Zadar                 | 22 | 12 | 1 | 9  | 703   | 693   | 25  |                |
| 5.  | Železničar Lubiana    | 22 | 9  | 4 | 9  | 888   | 867   | 21  |                |
| 6.  | AŠK Lubiana           | 22 | 10 | 1 | 11 | 962   | 981   | 21  |                |
| 7.  | Proleter Zrenjanin    | 22 | 9  | 0 | 13 | 748   | 871   | 18  |                |
| 8.  | Železničar Belgrado   | 22 | 9  | 0 | 13 | 821   | 1.002 | 18  |                |
| 9.  | Jedinstvo Zagabria    | 22 | 8  | 1 | 13 | 953   | 1.058 | 17  |                |
| 10. | BSK Belgrado          | 22 | 7  | 2 | 13 | 776   | 827   | 16  |                |
| 11. | Lokomotiva Zagabria   | 22 | 6  | 0 | 16 | 769   | 902   | 12  | retrocesse     |
| 12. | Egyseg Novi Sad       | 22 | 5  | 1 | 16 | 859   | 1.035 | 11  | retrocesse     |

| YUBA liga 1951         |
| ---------------------- |
| Stella Rossa 6º titolo |

## Formazione vincitrice
| N° | Naz.                  | Ruolo | Sportivo           |  | Alt. |  |
| -- | --------------------- | ----- | ------------------ |  | ---- |  |
|    | Jugoslavia (bandiera) |       | Milorad Sokolović  |  |      |  |
|    | Jugoslavia (bandiera) |       | Ðorđe Andrijašević |  |      |  |
|    | Jugoslavia (bandiera) |       | Borislav Ćurčić    |  |      |  |
|    | Jugoslavia (bandiera) |       | Srđan Kalember     |  |      |  |
|    | Jugoslavia (bandiera) |       | Milan Bjegojević   |  |      |  |
|    | Jugoslavia (bandiera) |       | Aleksandar Gec     |  |      |  |
|    | Jugoslavia (bandiera) |       | Borko Jovanović    |  |      |  |
|    | Jugoslavia (bandiera) |       | Nebojša Popović    |  |      |  |
|    | Jugoslavia (bandiera) |       | Dragan Godžić      |  |      |  |
|    | Jugoslavia (bandiera) |       | Ladislav Demšar    |  |      |  |
|    | Jugoslavia (bandiera) |       | Strahinja Alagić   |  |      |  |
|    | Jugoslavia (bandiera) |       | Dimitrije Krstić   |  |      |  |
|    | Jugoslavia (bandiera) |       | Tullio Rochlitzer  |  |      |  |
|    | Jugoslavia (bandiera) | All.  | Nebojša Popović    |  |      |  |